# Copa del Emperador 1997
La 77.ª Copa del Emperador (第77回天皇杯全日本サッカー選手権大会 Dai 77-kai Tennōhai Zennihon Sakkā Senshuken Taikai?) fue la edición 1997 de dicha competición de fútbol, la más antigua de Japón. El torneo comenzó el 30 de noviembre de 1997 y terminó el 1 de enero de 1998.
El campeón fue Kashima Antlers, tras vencer en la final a Yokohama Flügels. De esta manera, el conjunto de la prefectura de Ibaraki dio la vuelta olímpica por primera vez. Por lo mismo, disputó la Supercopa de Japón 1998 ante Júbilo Iwata, ganador de la J. League 1997, y clasificó a la Recopa de la AFC 1998-99.

## Desarrollo
Fue disputada por 81 equipos, y Kashima Antlers ganó el campeonato.

## Equipos participantes

### J. League
- Kashima Antlers
- Urawa Red Diamonds
- JEF United Ichihara
- Kashiwa Reysol
- Verdy Kawasaki
- Yokohama Marinos
- Yokohama Flügels
- Bellmare Hiratsuka
- Shimizu S-Pulse
- Júbilo Iwata
- Nagoya Grampus Eight
- Kyoto Purple Sanga
- Gamba Osaka
- Cerezo Osaka
- Vissel Kobe
- Sanfrecce Hiroshima
- Avispa Fukuoka

### Japan Football League
- Consadole Sapporo
- Montedio Yamagata
- Fukushima F.C.
- NTT Kanto
- Tokyo Gas
- Kawasaki Frontale
- Ventforet Kofu
- Honda F.C.
- Denso
- Sagan Tosu
- Oita F.C.

### Universidades del Kantō
- Universidad de Waseda
- Universidad Kokushikan
- Universidad Komazawa
- Universidad Juntendō

### Estudiantes del Kansai
- Universidad Hannan
- Universidad Momoyama Gakuin

### Representantes de las prefecturas
- Nagoya Bank
- Akita City Hall
- Aster Aomori
- Escuela Secundaria Municipal de Funabashi
- Ehime FC Youth
- Fukui Teachers
- Universidad de Fukuoka
- F.C. Primeiro
- Seino Transportation
- Escuela Secundaria Comercial de Maebashi
- Universidad de Hiroshima
- Hokkaido Electric Power
- Universidad Kwansei Gakuin
- Mito HollyHock
- Teihens F.C.
- Nippon Steel Kamaishi
- Kagawa Shiun Club
- Escuela Secundaria de Negocios de Kagoshima
- Universidad de Kanagawa
- Kyoikukenkyusha
- Universidad de Kōchi
- Blaze Kumamoto
- Mindhouse T.C.
- Brummel Sendai
- Escuela Secundaria de Hōshō
- Yamaga S.C.
- MHI Nagasaki
- Universidad Nara Sangyō
- Albirex Niigata
- Nippon Steel Oita
- Mitsubishi Motors Mizushima
- Universidad Internacional de Okinawa
- Universidad de Kansai
- Escuela Secundaria Comercial de Saga
- Luminozo Sayama
- Escuela Secundaria Kusatsu-Higashi
- Iwami F.C.
- Jatco
- Escuela Secundaria de Mooka
- Universidad Aoyama Gakuin
- Otsuka FC Vortis Tokushima
- S.C. Tottori
- ALO'S Hokuriku
- Escuela Secundaria Hatsushiba Hashimoto
- Yamagata F.C.
- Escuela Secundaria Tatara Gakuen
- Nirasaki Astros

## Resultados

### Primera ronda
| Equipo 1                                    | Resultado          | Equipo 2                                |
| ------------------------------------------- | ------------------ | --------------------------------------- |
| Brummel Sendai                              | 7–0                | Yamaga S.C.                             |
| Iwami F.C.                                  | 0–7                | Universidad Juntendō                    |
| MHI Nagasaki                                | 2–1                | Escuela Secundaria Hatsushiba Hashimoto |
| Mito HollyHock                              | 3–0                | Hokkaido Electric Power                 |
| Nirasaki Astros                             | 0–2                | NTT Kanto                               |
| Mitsubishi Motors Mizushima                 | 0–0 (t.s.) (6–7 p) | Yamagata F.C.                           |
| Escuela Secundaria Kusatsu-Higashi          | 0–3                | Sagan Tosu                              |
| Universidad Nara Sangyō                     | 3–1                | Nippon Steel Oita                       |
| Escuela Secundaria Comercial de Saga        | 1–5                | Oita F.C.                               |
| Mindhouse T.C.                              | 0–3                | Universidad Momoyama Gakuin             |
| Universidad de Kansai                       | 0–9                | Tokyo Gas                               |
| Ehime FC Youth                              | 2–1 (t.s.)         | ALO'S Hokuriku                          |
| Blaze Kumamoto                              | 0–2                | Honda F.C.                              |
| Universidad Kwansei Gakuin                  | 2–6                | Albirex Niigata                         |
| Jatco                                       | 1–0                | Universidad Internacional de Okinawa    |
| Kagawa Shiun Club                           | 1–0                | Universidad de Waseda                   |
| Seino Transportation                        | 5–0                | Universidad de Kōchi                    |
| Escuela Secundaria de Mooka                 | 1–5                | Universidad Kokushikan                  |
| S.C. Tottori                                | 0–7                | Kawasaki Frontale                       |
| Luminozo Sayama                             | 4–1                | Nippon Steel Kamaishi                   |
| Universidad de Kanagawa                     | 1–3                | Ventforet Kofu                          |
| Universidad de Fukuoka                      | 5–1                | Akita City Hall                         |
| Universidad Aoyama Gakuin                   | 1–0                | Denso                                   |
| F.C. Primeiro                               | 0–1                | Universidad Hannan                      |
| Escuela Secundaria Comercial de Maebashi    | 0–6                | Fukushima F.C.                          |
| Nagoya Bank                                 | 3–4                | Fukui Teachers                          |
| Kyoikukenkyusha                             | 0–5                | Montedio Yamagata                       |
| Escuela Secundaria de Hōshō                 | 3–2                | Escuela Secundaria Tatara Gakuen        |
| Escuela Secundaria de Negocios de Kagoshima | 1–2                | Consadole Sapporo                       |
| Universidad de Hiroshima                    | 2–3                | Aster Aomori                            |
| Otsuka FC Vortis Tokushima                  | 8–1                | Teihens F.C.                            |
| Escuela Secundaria Municipal de Funabashi   | 0–2                | Universidad Komazawa                    |

### Segunda ronda
| Equipo 1                   | Resultado          | Equipo 2                    |
| -------------------------- | ------------------ | --------------------------- |
| Brummel Sendai             | 0–1                | Universidad Juntendō        |
| Verdy Kawasaki             | 2–0                | MHI Nagasaki                |
| Mito HollyHock             | 1–2                | Avispa Fukuoka              |
| NTT Kanto                  | 1–0                | Yamagata F.C.               |
| Sagan Tosu                 | 4–0                | Universidad Nara Sangyō     |
| Oita F.C.                  | 1–1 (t.s.) (3–5 p) | Universidad Momoyama Gakuin |
| Tokyo Gas                  | 2–1 (t.s.)         | Ehime FC Youth              |
| Honda F.C.                 | 3–1                | Albirex Niigata             |
| Jatco                      | 6–0                | Kagawa Shiun Club           |
| Seino Transportation       | 1–2                | Universidad Kokushikan      |
| Kawasaki Frontale          | 3–0                | Luminozo Sayama             |
| Ventforet Kofu             | 2–1                | Universidad de Fukuoka      |
| Universidad Aoyama Gakuin  | 0–1                | Universidad Hannan          |
| Fukushima F.C.             | 1–0                | Fukui Teachers              |
| Montedio Yamagata          | 8–0                | Escuela Secundaria de Hōshō |
| Consadole Sapporo          | 4–1                | Aster Aomori                |
| Otsuka FC Vortis Tokushima | 1–3                | Universidad Komazawa        |

### Tercera ronda
| Equipo 1             | Resultado  | Equipo 2                    |
| -------------------- | ---------- | --------------------------- |
| Kashima Antlers      | 4–1        | Universidad Juntendō        |
| Verdy Kawasaki       | 0–2        | Avispa Fukuoka              |
| Urawa Red Diamonds   | 2–1        | NTT Kanto                   |
| Gamba Osaka          | 3–2 (t.s.) | Sagan Tosu                  |
| Yokohama Marinos     | 5–0        | Universidad Momoyama Gakuin |
| Nagoya Grampus Eight | 1–3        | Tokyo Gas                   |
| Kyoto Purple Sanga   | 3–2 (t.s.) | Honda F.C.                  |
| Bellmare Hiratsuka   | 7–0        | Jatco                       |
| Kashiwa Reysol       | 4–1        | Universidad Kokushikan      |
| Vissel Kobe          | 2–0        | Kawasaki Frontale           |
| Cerezo Osaka         | 5–1        | Ventforet Kofu              |
| Júbilo Iwata         | 3–0        | Universidad Hannan          |
| Shimizu S-Pulse      | 3–0        | Fukushima F.C.              |
| Sanfrecce Hiroshima  | 3–1        | Montedio Yamagata           |
| JEF United Ichihara  | 1–0        | Consadole Sapporo           |
| Yokohama Flügels     | 4–3        | Universidad Komazawa        |

### Cuarta ronda
| Equipo 1            | Resultado  | Equipo 2            |
| ------------------- | ---------- | ------------------- |
| Kashima Antlers     | 6–0        | Avispa Fukuoka      |
| Urawa Red Diamonds  | 1–2 (t.s.) | Gamba Osaka         |
| Yokohama Marinos    | 1–2        | Tokyo Gas           |
| Kyoto Purple Sanga  | 1–5        | Bellmare Hiratsuka  |
| Kashiwa Reysol      | 2–1        | Vissel Kobe         |
| Cerezo Osaka        | 2–3        | Júbilo Iwata        |
| Shimizu S-Pulse     | 3–1        | Sanfrecce Hiroshima |
| JEF United Ichihara | 1–2        | Yokohama Flügels    |

### Cuartos de final
| Equipo 1        | Resultado  | Equipo 2           |
| --------------- | ---------- | ------------------ |
| Kashima Antlers | 3–0        | Gamba Osaka        |
| Tokyo Gas       | 3–2 (t.s.) | Bellmare Hiratsuka |
| Kashiwa Reysol  | 1–2        | Júbilo Iwata       |
| Shimizu S-Pulse | 1–6        | Yokohama Flügels   |

### Semifinales
| Equipo 1        | Resultado | Equipo 2         |
| --------------- | --------- | ---------------- |
| Kashima Antlers | 3–1       | Tokyo Gas        |
| Júbilo Iwata    | 2–3       | Yokohama Flügels |

### Final
| Equipo 1        | Resultado | Equipo 2         |
| --------------- | --------- | ---------------- |
| Kashima Antlers | 3–0       | Yokohama Flügels |

| 1 de enero de 1998 | Kashima Antlers                          | 3:0 (2:0) | Yokohama Flügels | Estadio Nacional, Tokio                                     |                                                             |
|                    | Masuda 4' · Mazinho 25' · Yanagisawa 87' | Reporte   |                  | Asistencia: 48.016 espectadores Árbitro(s): Masayoshi Okada | Asistencia: 48.016 espectadores Árbitro(s): Masayoshi Okada |

|                                     |
| Bandera de Prefectura de Ibaraki    |
| Campeón Kashima Antlers 1.er título |